# Peatîhatkî, Mala Vîska
Peatîhatkî (în ucraineană П`ятихатки) este un sat în comuna Berezivka din raionul Mala Vîska, regiunea Kirovohrad, Ucraina.

## Demografie
Componența lingvistică a localității Peatîhatkî
     Ucraineană (100%)
Conform recensământului din 2001, toată populația localității Peatîhatkî era vorbitoare de ucraineană (100%).